# Nati per rappare
Nati per rappare è una compilation di rap italiano pubblicata nel 1994 dall'etichetta Flying Records.

## Tracce
1. Articolo 31 - Voglio una lurida - 4:06
2. Chief & Zak - Dalle 9 alle 6 - 4:04
3. Possessione - Già sai - 4:12
4. S.N.G. - S.N.G. - 3:27
5. Alta tensione (ATPC) - Rap o rap - 3:49
6. Radiotitolati - Amare il mare - 4:34
7. Otierre - Quando meno te lo aspetti - 4:04
8. DJ Flash - Un Lorenzo c'è già - 3:43
9. DJ Gruff - La musica - 3:42
10. Frankie hi-nrg mc - Potere alla parola - 4:52
11. Sottotono - La biccia - 3:42
12. R.C.P. - Salta - 4:09
13. Il Dottore - Vai dottore vai - 4:01
14. Ale MC - No mafia no - 3:45